# Łoszakowka
Łoszakowka (ros. Лошаковка) – wieś (ros. деревня, trb. dieriewnia) w zachodniej Rosji, w sielsowiecie biełowskim rejonu biełowskiego w obwodzie kurskim.

## Geografia
Miejscowość położona jest nad rzeką Psioł, 2,5 km od centrum administracyjnego sielsowietu biełowskiego i całego rejonu Biełaja, 79 km od Kurska.
W granicach miejscowości znajduje się 197 posesji.

## Demografia
W 2010 r. miejscowość zamieszkiwało 357 osób.